# Сирийская оппозиция
Сирийская оппозиция (араб. المعارضة السورية‎) — общий термин, использовавшийся в 2011—2024 годах для обозначения различных группировок в Баасистской Сирии, призывавших тем или иным способом к смене политического режима в стране и выступавших против правления партии Баас. При этом сам термин «оппозиция», как правило, использовался в отношении традиционных политических сил, то есть для группировок, имеющих историю борьбы против сирийского режима, а не для обозначения вообще всех участников восстания против президента Башара Асада. Первыми группами, составившими сирийскую оппозицию, стали так называемые «протестные комитеты», они были образованы в апреле 2011 года, когда протесты перешли из фазы спонтанно возникающих в фазу организуемых. В декабре 2024 г. сирийская оппозиция во главе с группировкой Хайят Тахрир аш-Шам пришла к власти путём свержения режима Башара Асада.

## Государственное устройство

### Структура
Наиболее крупным образованием внутри оппозиции является созданный в 2011 году из множества оппозиционных групп Сирийский национальный совет, который получил довольно значительную международную поддержку и признание в качестве стороны переговоров. В том или ином виде он признан семнадцатью странами-членами ООН, в том числе Францией, Великобританией и США. Другая крупная группировка — Национальная коалиция сирийских революционных и оппозиционных сил — была создана в ноябре 2012 года и получила признание со стороны Лиги арабских государств в качестве «представителя устремлений сирийского народа».
К сирийской оппозиции относятся также Высший курдский совет, различные фракции парламентской оппозиции и множество действующих самостоятельно исламистских группировок, некоторые из которых связаны с Аль-Каидой, как Фронт ан-Нусра, или пользуются поддержкой стран Персидского залива, как созданная в ноябре 2013 года повстанческая армия Исламский фронт.

### Исполнительная власть
Исполнительную власть на территории, подконтрольной Сирийской оппозиции, осуществляет номинально Временное правительство Сирии, которое фактически функционирует как правительство в изгнании и располагается в Турции. Временное правительство состоит из премьер-министра, вице-премьера и министров Временного правительства.

#### Список премьер-министров
- Гассан Хитто (18 марта 2013 года — 14 сентября 2013 года)
- Ахмед Тумех (с 14 сентября 2013 года)

#### Состав правительства
- Премьер-министр — Ахмед Тумех[англ.]
- Вице-премьер-министр — Надер Осман
- Министр обороны — Салим Идрис
- Министр финансов и экономики — Ибрагим Миро
- Министр образования — Мохаммед Наджар Ясин
- Министр юстиции — Фаез аль-Даер
- Министр здравоохранения — Мохамед Ваджьи Джума
- Министр инфраструктуры, сельского хозяйства и водных ресурсов — Валид аль-Зуби
- Министр по делам беженцев — Бакри Хусейн
- Министр культуры — Тагрид аль-Гаджалы
- Министр связи и транспорта, промышленности — Мохаммед Ясин
- Министр энергетики и природных ресурсов — Элиас Роуз

### Законодательная власть
Законодательную власть на территории, подконтрольной Сирийской оппозиции, осуществляет Национальная коалиция сирийских революционных и оппозиционных сил. Национальная коалиция была основана 11 ноября 2012 года, когда в результате затяжной дискуссии участники договорились о формировании «Национальной коалиции сирийских революционных и оппозиционных сил». Новую структуру возглавил имам одной из мечетей Дамаска Моаз аль Хатиб, заместителями которого стали экс-парламентарий Риад Сейф и молодёжная активистка С. Атаси. По сообщениям СМИ, среди элементов согласованной политической платформы из 12 пунктов — обязательства участников добиваться свержения режима в Дамаске и не вступать в какой-либо диалог или переговоры с ним. Коалиция оппозиции рассчитывает получить международное признание, а вслед за тем сформировать временное правительство, а также надеется созвать учредительное собрание, когда действующая власть падет.
Какие-либо выборы на подконтрольной сирийской оппозиции территории не проводились. Первые выборы в парламент Сирийской оппозиции были назначены на 2016 год.

## Вооружённые силы
Вооружённые силы состоят в большинстве из арабов-суннитов, однако в её составе присутствуют подразделения, сформированные из курдов, сирийских туркменов, палестинцев, ливийцев и друзов. В составе ССА также присутствуют боевики из Ливана, Туниса, Саудовской Аравии и других стран.
О создании ССА было объявлено 29 июля 2011 года, когда группа офицеров-дезертиров во главе с полковником Риядом аль-Асаадом опубликовала видеообращение, в котором призвала солдат сирийской армии переходить на их сторону. Так как в военном отношении к середине 2015 года группировка фактически уже не существует, в СМИ так политкорректно именуют всех сирийских повстанцев, не подчиняющихся ИГ и не входящих в состав YPG или YPJ (боевые формирования женщин Сирийского Курдистана на платформе YPG).
11 октября 2015 года образован альянс Демократические силы Сирии (англ. Democratic Forces of Syria). Включает курдские Отряды народной самообороны (YPG) и различные арабские оппозиционные группы, входящие в Сирийскую арабскую коалицию.

## Комментарии
1. ↑  Из них около 1150 км² оккупированы Израилем в 1967 году по результатам Шестидневной войны, а затем аннексированы в 1980 году, большая часть территорий не контролируется Сирийской оппозицией, см. подробнее: Гражданская война в Сирии